# Косбаз
Косбаз (каз. Қосбаз) — село в Каратобинском районе Западно-Казахстанской области Казахстана. Входит в состав Аккозинского сельского округа. Код КАТО — 275033400.

## Население
В 1999 году население села составляло 175 человек (94 мужчины и 81 женщина). По данным переписи 2009 года, в селе проживало 100 человек (56 мужчин и 44 женщины).